# ليانا (فلم)
ليانا (بالإنجليزية: Liyana) هُو فيلم وثائقي سوازيلندي صدر سنة 2017 وأخرجه وأنتجه الثنائي آرون كوب وأماندا كوب. يتبع الفيلم قصة مجموعة من الأيتام في إسواتيني. بعد العرض الأول للفيلم في دورة سنة 2017 من مهرجان لوس أنجلوس السينمائي، صدر الفيلم في الولايات المتحدة بتاريخ 10 أكتوبر 2018. حصل الفيلم على مُراجعات إيجابية للغاية، وحصد إيرادات بلغ مجموعها 44 ألف دولار أمريكي. فاز الفيلم بجائزة أفضل فيلم وثائقي في مهرجان لوس أنجلوس السينمائي، بالإضافة إلى العديد من الجوائز في مهرجانات سينيمائية أُخرى.

## ملخص أحداث القصة
يعرض فيلم ليانا قصة عدد من الأطفال الأيتام في إسواتيني وهُم يُطورون قصة سردية بتوجيه من الكاتبة والناشطة الجنوب أفريقية غسينا ملوبي (بالإنجليزية: Gcina Mhlope). تُجسد دور البطولة في هاته القصة فتاة صغيرة خيالية، تدعى ليانا. تشرع ليانا في رحلة مع ثورها الأليف لإنقاذ شقيقيها التوأمين الصغيرين من الاختطاف، والتغلب على تحديات مُختلفة على طول الطريق. بينما يُطور الطلاب قصتهم، يتخلل الفيلم الوثائقي المباشر مشاهد رسوم متحركة تُصور مغامرة ليانا.

## الاستقبال النقدي
حظي الفيلم بمُراجعات إيجابية وترحيب واسع من النقاد. فعلى موقع روتن توميتوز، حصل الفيلم على مُعدل تقييم بنسبة 100٪ بناءً على 29 مراجعة، أي بمُتوسط تقييم 8.3/10. أما على موقع Metacritic، فقد حصل الفيلم على متوسط 80 من 100، بناءً على 10 مُراجعات.

## روابط خارجية
مقالات تستعمل روابط فنية بلا صلة مع ويكي بيانات

- ليانا  في قاعدة بيانات الأفلام على الإنترنت (بالإنجليزية)